# 鏡斑蝴蝶魚
鏡斑蝴蝶魚，俗名黃鏡斑蝶，為輻鰭魚綱鱸形目蝴蝶魚科的其中一種。

## 分布
本魚分布於印度太平洋區，包括東非、亞丁灣、模里西斯、馬爾地夫、印度、斯里蘭卡、馬來西亞、泰國、菲律賓、印尼、中國南海、東海、日本、台灣、越南、新幾內亞、所羅門群島、澳洲、馬里亞納群島、馬紹爾群島、密克羅尼西亞、帛琉、諾魯、斐濟群島、夏威夷群島、法屬波里尼西亞、復活節島、加拉巴哥群島、東加、吉里巴斯、吐瓦魯、萬納杜、薩摩亞群島、厄瓜多、墨西哥等海域。

## 深度
水深3至30公尺。

## 特徵
本魚體呈黃色，幼魚體側黑斑無白邊，具黑眼帶，向下到達喉峽部。尾鰭末端黃色，外緣有透明鰭條和鰭膜成帶狀。在背鰭軟條部前方的體側上半部有一大枚大黑斑，此乃其明顯特徵，而魚體除眼帶和此黑斑外無其他斑紋，且成魚和幼魚體色無差異。鰭硬棘14枚、軟條17枚；臀鰭硬棘3枚、軟條16枚。體長可達18公分。

## 生態
本魚喜歡棲息在清澈且珊瑚繁生的海域。生性害羞，常獨居，即使成對出現，彼此也保持適當距離。屬肉食性，以無脊椎動物和珊瑚蟲為食。

## 經濟利用
為高價值觀賞性魚類，不供食用。